# Премія «Давид ді Донателло» за найкращий іноземний фільм
Премія «Давид ді Донателло» за найкращий іноземний фільм (італ. David di Donatello per il miglior film straniero) — один з призів національної італійської кінопремії «Давид ді Донателло». Вручається з 1958 року італійською Академією кінематографії.

## Список лауреатів

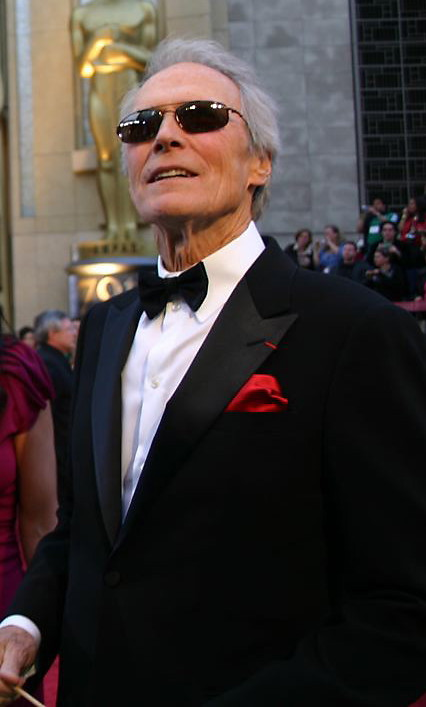
Фільми Клінта Іствуда тричі отримували премію у цій номінації (2005, 2009, 2011)

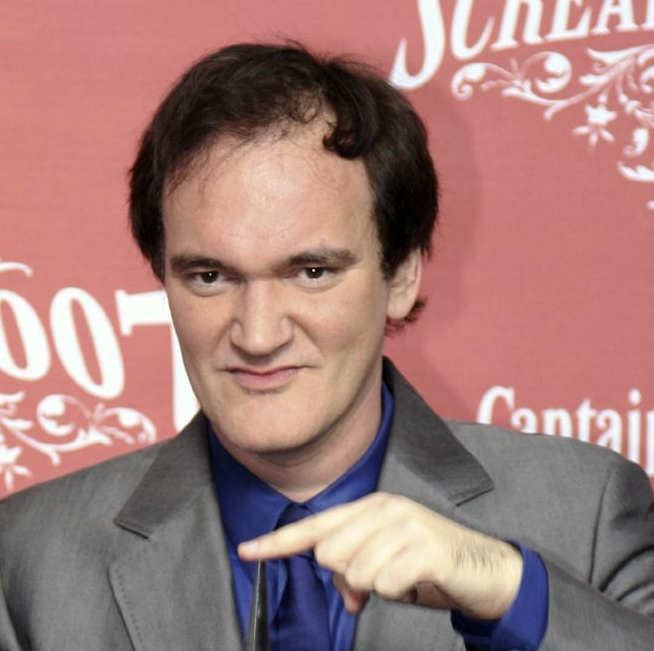
Режисер Квентін Тарантіно тричі отримував премію у цій номінації (1995, 2010, 2013)

Вказано рік проведення церемонії
| Рік        | Найкращий фільм                                                        | Режисер                      | Країна                                     |
| 1958       | Принц і танцівниця / The Prince And The Showgirl                       | Лоуренс Олів'є               | Велика Британія США                        |
| 1959       | Жіжі / Gigi                                                            | Вінсент Міннеллі             | США                                        |
| 1960— 1961 | Премія не вручалася                                                    | Премія не вручалася          |                                            |
| 1962       | Нюрнберзький процес / Judgment at Nuremberg                            | Стенлі Крамер                | США                                        |
| 1963       | Найдовший день / The Longest Day                                       | Дерріл Ф. Занук              | США                                        |
| 1964       | Лоуренс Аравійський / Lawrence of Arabia                               | Сем Шпігель                  | Велика Британія США                        |
| 1965— 1971 | Премія не вручалася                                                    | Премія не вручалася          |                                            |
| 1972       | Французький зв'язковий / The French Connection                         | Вільям Фрідкін               | США                                        |
| 1973       | Хрещений батько / The Godfather                                        | Френсіс Форд Коппола         | США                                        |
| 1974       | Ісус Христос — суперзірка / Jesus Christ Superstar                     | Норман Джуїсон               | Велика Британія                            |
| 1975       | Пекло в піднебессі / The Towering Inferno                              | Ірвін Аллен                  | США                                        |
| 1976       | Нешвілл / Nashville                                                    | Роберт Олтмен                | США                                        |
| 1977       | Марафонець / Marathon Man                                              | Джон Шлезінгер               | США                                        |
| 1978       | Близькі контакти третього ступеня / Close Encounters of the Third Kind | Стівен Спілберг              | США                                        |
| 1979       | Дерево бажання / ნატვრის ხე                                            | Тенгіз Абуладзе              | СРСР                                       |
| 1980       | Крамер проти Крамера / Kramer vs. Kramer                               | Роберт Бентон                | США                                        |
| 1981       | Премія не вручалася                                                    | Премія не вручалася          |                                            |
| 1982       | Мефісто / Mephisto                                                     | Іштван Сабо                  | Угорщина Австрія ФРН                       |
| 1983       | Ганді / Gandhi                                                         | Річард Аттенборо             | Велика Британія Індія                      |
| 1984       | Фанні та Олександр / Fanny och Alexander                               | Інгмар Бергман               | Швеція Франція ФРН                         |
| 1985       | Амадей / Amadeus                                                       | Мілош Форман                 | США                                        |
| 1986       | З Африки / Out of Africa                                               | Сідні Поллак                 | США                                        |
| 1987       | Кімната з видом / A Room with a View                                   | Джеймс Айворі                | Велика Британія                            |
| 1988       | До побачення, діти / Au revoir les enfants                             | Луї Маль                     | Франція ФРН                                |
| 1989       | Людина дощу / Rain Man                                                 | Баррі Левінсон               | США                                        |
| 1990       | Спілка мертвих поетів / Dead Poets Society                             | Пітер Уїр                    | США                                        |
| 1991       | Сірано де Бержерак / Cyrano de Bergerac                                | Жан-Поль Раппно              | Франція                                    |
| 1991       | Гамлет / Hamlet                                                        | Франко Дзефіреллі            | Велика Британія США Франція                |
| 1992       | Запали червоний ліхтар / 大红灯笼高高挎                                | Чжан Імоу                    | КНР Гонконг Тайвань                        |
| 1993       | Крижане серце / Un Coeur en hiver                                      | Клод Соте                    | Франція                                    |
| 1994       | В ім'я батька / In the Name of the Father                              | Джим Шерідан                 | Велика Британія Ірландія                   |
| 1995       | Кримінальне чтиво / Pulp Fiction                                       | Квентін Тарантіно            | США                                        |
| 1996       | Неллі та пан Арно / Nelly and Mr. Arnaud                               | Клод Соте                    | Франція                                    |
| 1997       | Насмішка / Ridicule                                                    | Патріс Леконт                | Франція                                    |
| 1998       | Чоловічий стриптиз / The Full Monty                                    | Пітер Каттанео               | Велика Британія                            |
| 1999       | Потяг життя / Train de vie                                             | Раду Міхайляну               | Франція Бельгія Нідерланди Ізраїль Румунія |
| 2000       | Все про мою матір / Todo sobre mi madre                                | Педро Альмодовар             | Іспанія Франція                            |
| 2001       | На чужий смак / Le goût des autres                                     | Аньєс Жауї                   | Франція                                    |
| 2002       | Людина, якої не було / The Man Who Wasn't There                        | Брати Коен                   | США                                        |
| 2003       | Піаніст / The Pianist                                                  | Роман Полянський             | Франція Німеччина Велика Британія Польща   |
| 2004       | Навали варварів / Les Invasions barbares                               | Дені Аркан                   | Канада Франція                             |
| 2005       | Крихітка на мільйон доларів / Million Dollar Baby                      | Клінт Іствуд                 | США                                        |
| 2006       | Зіткнення / Crash                                                      | Пол Гаггіс                   | США Німеччина                              |
| 2007       | Вавилон / Babel                                                        | Алехандро Гонсалес Іньярріту | США Мексика Японія Франція                 |
| 2008       | Старим тут не місце / No Country for Old Men                           | Брати Коен                   | США                                        |
| 2009       | Гран Торіно / Гран Торино                                              | Клінт Іствуд                 | США Німеччина Австралія                    |
| 2010       | Безславні виродки / Inglourious Basterds                               | Квентін Тарантіно            | США Німеччина                              |
| 2011       | Потойбічне / Hereafter                                                 | Клінт Іствуд                 | США                                        |
| 2012       | Надер і Симін: Розлучення / جدایی نادر از سیمین                        | Асгар Фархаді                | Іран                                       |
| 2013       | Джанго вільний / Django Unchained                                      | Квентін Тарантіно            | США                                        |
| 2014       | Готель «Ґранд Будапешт» / The Grand Budapest Hotel                     | Вес Андерсон                 | Велика Британія Німеччина США              |
| 2015       | Бердмен / Birdman                                                      | Алехандро Гонсалес Іньярріту | США                                        |
| 2016       | Міст шпигунів / Bridge of Spies                                        | Стівен Спілберг              | США                                        |
| 2017       | Нічні тварини / Nocturnal Animals                                      | Том Форд                     | США                                        |
| 2018       | Дюнкерк / Dunkirk                                                      | Крістофер Нолан              | Велика Британія Нідерланди Франція США     |
| 2019       | Рома / Roma                                                            | Альфонсо Куарон              | Мексика                                    |
| 2020       | Паразити / 기생충                                                      | Пон Чжун Хо                  | Південна Корея                             |
| 2021       | 1917 / 1917                                                            | Сем Мендес                   | Велика Британія                            |
| 2022       | Белфаст / Belfast                                                      | Кеннет Брана                 | Велика Британія                            |
| 2023       | Фабельмани / The Fabelmans                                             | Стівен Спілберг              | США                                        |
| 2024       | Анатомія падіння / Anatomie d'une chute                                | Жустін Тріє                  | Франція                                    |